# Черкаський слідчий ізолятор
Черкаський слідчий ізолятор — слідчий ізолятор управління Державного департаменту України з питань виконання покарань у місті Черкаси.

## Історія колонії
Історія його заснування сягає в далеке минуле. 10 грудня 1913 р. на засіданні Черкаської думи було прийнято рішення про будівництво слідчої тюрми у місті, яка була побудована у 1916 р. у районі Соснівського РВ УМВС України у Черкаській області. У1932 р., згідно з рішенням колегії Всеросійської надзвичайної комісії по боротьбі з контрреволюцією та саботажем (Київське управління), існуючі будівлі млина (нинішнє місце розташування слідчого ізолятора) м. Черкаси забудови та 1914 років було переобладнано під Черкаську слідчу тюрму. Під час Другої світової війни німецькі загарбники в стінах тюрми утримували заарештованих і полонених. Одразу ж після звільнення міста тюрму, яка була частково зруйнована, почали відбудовувати. На території тюрми у той час було двоповерхове приміщення і лікарняний одноповерховий корпус. У 1964 р. на базі Черкаської слідчої тюрми було створено слідчий ізолятор (наказ МВС УРСР від 08.02.1964 р. № 027).

## Сучасний стан
Упродовж 90-х років XX ст. було збудовано 2-й режимний корпус установи, окреме приміщення їдальні. У грудні 1999 р. у зв'язку зі створенням ДДУПВП установа була перейменована у Черкаський слідчий ізолятор. Загальна площа камер, карцерів, палат медико-санітарної частини дає можливість утримувати за санітарними нормами 582 ув'язнених. Також в установі діє арештний дім (3 камери). Сектор максимального рівня безпеки для утримання осіб, засуджених до довічного позбавлення волі, налічує 7 камер. У різні роки установу очолювали: І. С. Соломай, Г. М. Трунін, М. Ф. Гончаренко, М. В. Півоваров, К. М. Тюрін, В. Д. Мордвінцев, Г. С. Московченко, І. П. Кулик, В. Й. Пластун, В. М. Шибко, В. П. Меркуль, І. І. Герасимук., С. В. Чернігов
На даний час її очолює Р. А. Дяченко.

## Адреса
18015 м. Черкаси, вул. Благовісна, 234
начальник СІЗО Дяченко Роман Анатолійович (0472) 37-51-40